# アリシア・フォックス
アリシア・フォックス（Alicia Fox、1986年6月30日 - ）はアメリカのモデルであり、プロレスラー。フロリダ州タンパ出身。本名はヴィクトリア・エリザベス・クロフォード（Victoria Elizabeth Crawford）。

## 来歴
2006年にWWEとディベロップメント契約を交わし、OVWの所属となる。2007年にはFCWへと移り、トレーニングを続ける。
2008年の6月には当時SmackDown!のGMであったヴィッキー・ゲレロとその恋人であったエッジが結婚式を挙げることとなりその際のウェディング・プランナー役としてSmackDown!に初登場する。その後トリプルHにより、エッジの浮気相手だと発覚する。7月のグレート・アメリカン・バッシュでのエッジとトリプルHのWWE王座戦では試合終盤に乱入しエッジの手助けをしようとしたが同じく乱入してきたヴィッキーに襲撃される。このストーリー終了後再びFCWへと戻ることとなる。
その後10月18日のECWでDJガブリエルのマネージャーとして登場する。2009年1月にはケイティ・リー・バーチル相手にデビュー後初試合を行うが敗れる。4月の追加ドラフトによりECWからSmackDown!へ移籍する。移籍後はミシェル・マクールに付き従い、ヒールとなる。その後6月のトレードによりRAW所属となる。RAW移籍後もヒールとして活動する。9月にはディーヴァズ王座の第一挑戦者となり、10月のヘル・イン・ア・セルでミッキー・ジェームスに挑むが王座獲得とはならなかった。
2010年の6月に行われたフェイタル・4ウェイでのディーヴァズ王座戦で勝利し、王座を獲得する。しかし8月のサマースラムでの同王座戦でメリーナに敗れ王座陥落する。
NXTシーズン3ではマキシンを指導するプロとして登場した。
2011年4月末に行われた追加ドラフトでスマックダウンに移籍した。2012年ごろは活躍したが、その後徐々に出番を減らしていき、2013年からはベビーだったりヒールとタッグを組んだりの活動を続けている。またNXTにも出場。
2014年、NXTでは他のヒールディーヴァから裏切られてしまうが、5月にディーヴァ王者ペイジの抗争相手として頭角を現す。気性が激しく、敗戦後にも勝利後にも実況席で大暴れするキャラクターとなる。
6月1日、PPVのペイバックにて王座戦で、敗れたがその後も暴走を続けていき、10月にはペイジと親友となり、AJ・リーとの抗争をアシストするも、PPVのヘル・イン・ア・セルで敗戦したペイジに裏切られ暴行された。
2019年、10月にロースターのセクションから退団選手のセクションに移動したため、退団したと思われる。尚、本人から明言はしていない。

## 得意技

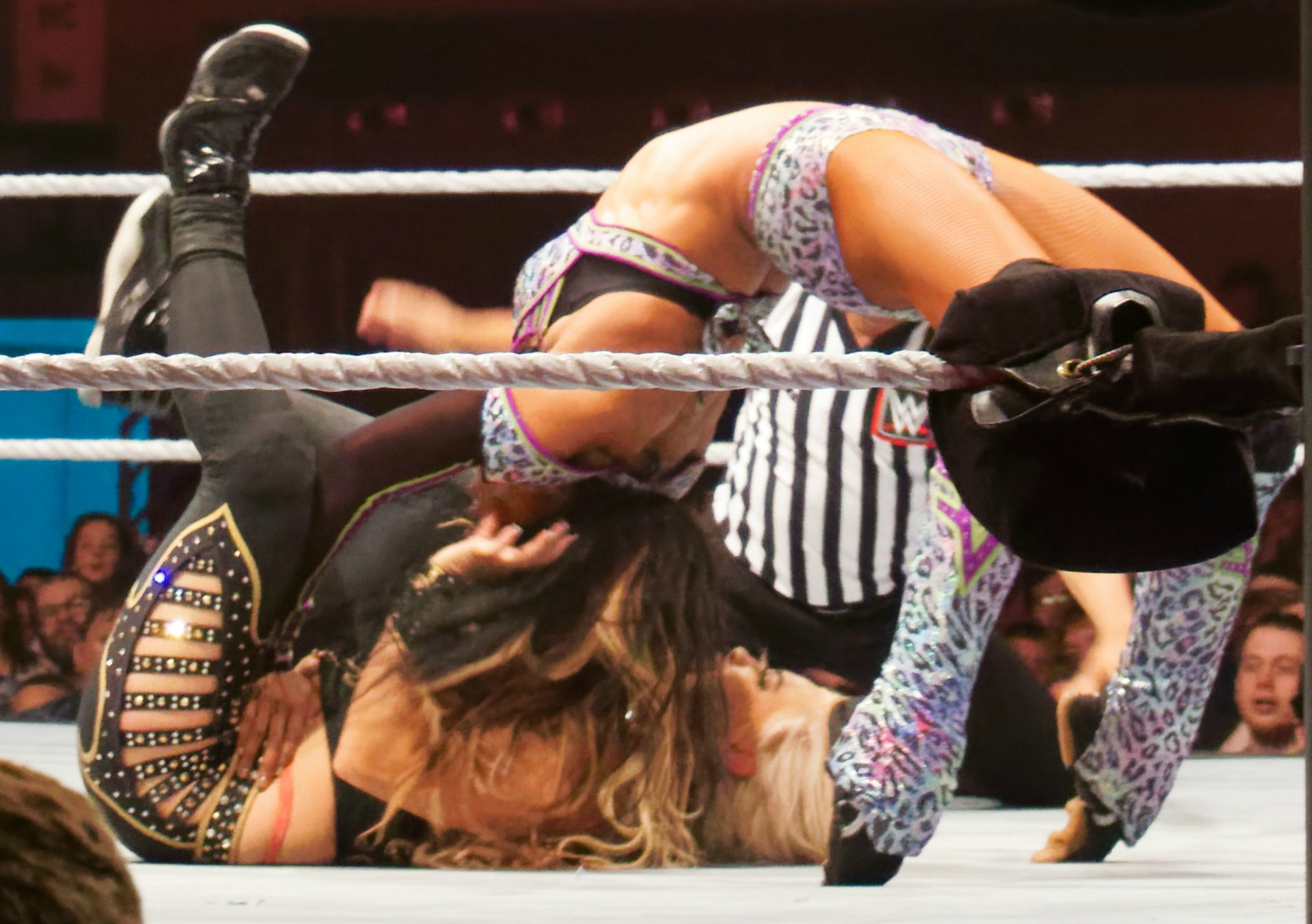
ノーザンライトスープレックス

ウォッチ・ユー・フェイス
シザースキック
オフィサー・ナスティ
サマーソルト・レッグドロップ
ノーザンライト・スープレックス

## 獲得タイトル
WWE
WWE・ディーヴァズ王座 : 1回
WWE・24/7王座 : 1回
OVW
OVW女子王座 : 1回

## 入場曲
- Party On(1st)
- Shake Yo Tail(2nd)
- Pa-Pa-Pa-Pa-Party(3rd) - 現在使用中